# Pentaceras australe
Pentaceras australe là một loài thực vật có hoa trong họ Cửu lý hương. Loài này được (F. Mueller) Benth. mô tả khoa học đầu tiên năm 1863.